# 康奇冰川
71°36′S 67°15′W / 71.600°S 67.250°W
康奇冰川（英語：Conchie Glacier），是南極洲的冰原島峰，位於帕爾默地西岸，最終在巴特比山脈和斯蒂普爾峰之間注入喬治六世海峽，由英國南極名稱諮詢委員會命名，現時由南極條約體系管理。